# Élection présidentielle américaine de 1936 au Maine
 (février 2024).
L'élection présidentielle américaine de 1936 au Maine a lieu le 3 novembre 1936 comme dans les 47 autres États qui composent alors les États-Unis . Les électeurs maineais choisissent des grands électeurs pour les représenter dans le collège électoral à travers un vote populaire. Le Maine dispose en 1936 de 5 grands électeurs. L'État donne l'ensemble de ses grands électeurs au candidat du Parti républicain, le gouverneur du Kansas Alf Landon. 
Le candidat vainqueur de ce scrutin dans tout le pays sera néanmoins le candidat démocrate, le président sortant Franklin Delano Roosevelt, qui débutera un second mandat à la présidence des États-Unis le 20 janvier 1937. 